# Dharmapala
Dharmapala, kitajsko hu faji, tudi hu fa, je sanskrtski izraz, ki pomeni varuh nauka.
Pri budistih v Tibetu izraz dharmapale pomeni osem bogov zaščitnikov nauka in njegovih institucij pred sovražnimi silami ter poosebitev naravnih sil, ki spadajo k jeznim božanstvom (krodhadevatam). Dharmapale so večinoma nekdanja božanstva religije bon, ki so se povzpela do budističnih božanstev zaščitnikov. Dharmapale so upodobljene v plesnem koraku in s tretjim modrostnim očesom na čelu. Pogosto jih krasijo ogrlice iz odsekanih človeških glav. 